# Шея (село)
Ше́я (якут. Сиэйэ) — село в Сунтарском улусе Республики Саха (Якутия) России. Административный центр Шеинского наслега.

## География
Село находится в юго-западной части Якутии, в правобережной части долины реки Вилюй, на северном берегу озера Шея, на расстоянии примерно 77 км (по прямой) к северо-северо-западу (NNW) от села Сунтар, административного центра улуса. Абсолютная высота — 125 м над уровнем моря.
Климат
Климат характеризуется как резко континентальный. Средняя температура воздуха самого тёплого месяца (июля) составляет 17-18 °C; самого холодного (января) — −34 − −50 °C. Среднегодовое количество атмосферных осадков составляет 250—300 мм.
Часовой пояс
Село Шея находится в часовой зоне МСК+6. Смещение применяемого времени относительно UTC составляет +9:00.

## Население
| 2002 | 2010 | 2021 |
| ---- | ---- | ---- |
| 866  | ↘837 | ↘567 |

Половой состав
По данным Всероссийской переписи населения 2010 года в гендерной структуре населения мужчины составляли 49,7 %, женщины — соответственно 50,3 %.
Национальный состав
Согласно результатам переписи 2002 года, в национальной структуре населения якуты составляли 99 % из 866 чел.

## Улицы
| - ул. Амбулаторный, - ул. Б. Андреева, - ул. Больничный, - ул. Ветеранов, - ул. Лесная, - ул. Манчаары, | - ул. Мира - ул. Молодёжная, - ул. Набережная, - ул. Новая, - ул. Озёрная, - ул. Партизана Семёнова, | - ул. Северная, - ул. Советская, - ул. Тараса Петрова, - ул. Угуьут, - ул. Халбаат, - ул. Школьная. |